# Canton de Caluire-et-Cuire
Le canton de Caluire-et-Cuire est une ancienne division administrative française, située dans le département du Rhône en région Rhône-Alpes.

## Composition
Le canton était constitué de la seule commune de Caluire-et-Cuire.

## Historique
Le canton a été créé par le décret n°82-66 du 20 janvier 1982 en détachant la commune de Caluire-et-Cuire du canton de Neuville-sur-Saône.
Le 1er janvier 2015, le canton disparaît avec la naissance de la métropole de Lyon.

## Représentation
| Période | Période | Identité              | Étiquette    | Qualité |
| ------- | ------- | --------------------- | ------------ | --- |
| 1982    | 1994    | Frédéric Dugoujon     | UDF-CDS      | Maire (1965-1983) puis conseiller municipal de Caluire-et-Cuire Député (1973-1981) Conseiller général du Canton de Neuville-sur-Saône (1945-1982) |
| 1994    | 2008    | Bernard Roger-Dalbert | UDF          | Cadre commercial retraité Maire de Caluire-et-Cuire (1983-1997)                                                                                   |
| 2008    | 2014    | Alain Jeannot         | UMP puis FED | Chef d'entreprise Maire de Caluire-et-Cuire (1997-2008)                                                                                           |

## Évolution démographique
| 1982   | 1990   | 1999   | 2006   | 2011   | 2012   |
| ------ | ------ | ------ | ------ | ------ | ------ |
| 31 202 | 41 311 | 41 233 | 41 418 | 41 357 | 42 038 |